# Гаше
Гаше (перс. حشه) — село в Ірані, у дегестані Рудбар, у Центральному бахші, шагрестані Тафреш остану Марказі. За даними перепису 2006 року, його населення становило 38 осіб, що проживали у складі 11 сімей.

## Клімат
Середня річна температура становить 13,20 °C, середня максимальна – 32,26 °C, а середня мінімальна – -9,08 °C. Середня річна кількість опадів – 257 мм.
| Клімат поселення                              | Клімат поселення | Клімат поселення | Клімат поселення | Клімат поселення | Клімат поселення | Клімат поселення | Клімат поселення | Клімат поселення | Клімат поселення | Клімат поселення | Клімат поселення | Клімат поселення | Клімат поселення |
| Показник                                      | Січ.             | Лют.             | Бер.             | Квіт.            | Трав.            | Черв.            | Лип.             | Серп.            | Вер.             | Жовт.            | Лист.            | Груд.            |                  |
| Середній максимум, °C                         | 7,71             | 9,53             | 14,88            | 21,28            | 25,73            | 31,26            | 32,26            | 31,05            | 26,75            | 21,02            | 14,19            | 8,08             |                  |
| Середня температура, °C                       | −0,68            | 1,14             | 6,48             | 12,89            | 17,32            | 22,87            | 26,42            | 25,20            | 20,92            | 15,19            | 8,35             | 2,23             |                  |
| Середній мінімум, °C                          | −9,08            | −7,25            | −1,9             | 4,50             | 8,95             | 14,48            | 20,58            | 19,37            | 15,10            | 9,33             | 2,50             | −3,59            |                  |
| Норма опадів, мм                              | 37               | 35               | 46               | 34               | 28               | 4                | 1                | 1                | 0                | 11               | 23               | 37               |                  |
| Середньомісячна швидкість вітру, м/с          | 1.73             | 2.04             | 2.81             | 3.08             | 2.80             | 2.63             | 2.75             | 2.53             | 2.28             | 2.14             | 1.91             | 1.34             |                  |
| Середньомісячна сонячна радіація, кДж/м²·день | 8957             | 12123            | 14605            | 18125            | 22115            | 26634            | 25958            | 23830            | 20505            | 15101            | 10792            | 8794             |                  |
| --------------------------------------------- | ---------------- | ---------------- | ---------------- | ---------------- | ---------------- | ---------------- | ---------------- | ---------------- | ---------------- | ---------------- | ---------------- | ---------------- | ---------------- |
| Джерело:                                      |                  |                  |                  |                  |                  |                  |                  |                  |                  |                  |                  |                  |                  |